# Мелбурн
Мелбурн (енгл. Melbourne; војвуронг-таунгуронг/бунвуронг: Naarm или Narrm) је град у Аустралији. Главни је град Викторије. Према процени из 2023. у граду је живело 5.207.145 становника. Највећи је град по величини Аустралије.
Мелбурн је велики индустријски и трговачки центар. Многе аустралијске и мултинационалне компаније послују тамо - једна трећина највећих компанија у Аустралији је смештена у Мелбурну. Највећи аеродром Аустралије налази се у Мелбурну. У граду постоји 7 универзитета. Већи део ауто индустрије производи у Мелбурну укључујући Холден, Форд и Тојоту.
Град су 1835. основали Џон Бетмен и Џон Паско Фокнер. У току златне грознице град добија велики број становника. Био је главни град целе државе у наредним годинама.
Године 1956. у њему су одржане XVI Олимпијске игре.

## Географија

### Клима
Клима у Мелбурну је неки прелазни тип суптропске и океанске. Током лета овде може бити јако свеже и кишовито уз температуре између 15 и 20 °C, а опет и веома топло уз температуре и изнад 40 °C. Температура изнад 30 °C траје највише до 5 везаних дана у низу, јер стални јужни ветрови доносе освежење с мора. Апсолутни максимум износи 46 °C, а минимум -3 °C.
| Клима Регионална канцеларија Мелбурна (1981–2010) | Клима Регионална канцеларија Мелбурна (1981–2010) | Клима Регионална канцеларија Мелбурна (1981–2010) | Клима Регионална канцеларија Мелбурна (1981–2010) | Клима Регионална канцеларија Мелбурна (1981–2010) | Клима Регионална канцеларија Мелбурна (1981–2010) | Клима Регионална канцеларија Мелбурна (1981–2010) | Клима Регионална канцеларија Мелбурна (1981–2010) | Клима Регионална канцеларија Мелбурна (1981–2010) | Клима Регионална канцеларија Мелбурна (1981–2010) | Клима Регионална канцеларија Мелбурна (1981–2010) | Клима Регионална канцеларија Мелбурна (1981–2010) | Клима Регионална канцеларија Мелбурна (1981–2010) | Клима Регионална канцеларија Мелбурна (1981–2010) |
| Показатељ \ Месец                                 | .Јан.                                             | .Феб.                                             | .Мар.                                             | .Апр.                                             | .Мај.                                             | .Јун.                                             | .Јул.                                             | .Авг.                                             | .Сеп.                                             | .Окт.                                             | .Нов.                                             | .Дец.                                             | .Год.                                             |
| ------------------------------------------------- | ------------------------------------------------- | ------------------------------------------------- | ------------------------------------------------- | ------------------------------------------------- | ------------------------------------------------- | ------------------------------------------------- | ------------------------------------------------- | ------------------------------------------------- | ------------------------------------------------- | ------------------------------------------------- | ------------------------------------------------- | ------------------------------------------------- | ------------------------------------------------- |
| Апсолутни максимум, °C (°F)                       | 45,6 (114,1)                                      | 46,4 (115,5)                                      | 41,7 (107,1)                                      | 34,9 (94,8)                                       | 28,7 (83,7)                                       | 22,4 (72,3)                                       | 23,3 (73,9)                                       | 26,5 (79,7)                                       | 31,4 (88,5)                                       | 36,9 (98,4)                                       | 40,9 (105,6)                                      | 43,7 (110,7)                                      | 46,4 (115,5)                                      |
| Средњи максимум, °C (°F)                          | 39,2 (102,6)                                      | 37,9 (100,2)                                      | 34,7 (94,5)                                       | 29,0 (84,2)                                       | 22,8 (73)                                         | 18,2 (64,8)                                       | 17,6 (63,7)                                       | 20,5 (68,9)                                       | 24,8 (76,6)                                       | 29,5 (85,1)                                       | 34,0 (93,2)                                       | 36,9 (98,4)                                       | 40,5 (104,9)                                      |
| Максимум, °C (°F)                                 | 26,3 (79,3)                                       | 26,6 (79,9)                                       | 24,4 (75,9)                                       | 21,0 (69,8)                                       | 17,5 (63,5)                                       | 14,8 (58,6)                                       | 14,2 (57,6)                                       | 15,7 (60,3)                                       | 17,7 (63,9)                                       | 20,1 (68,2)                                       | 22,6 (72,7)                                       | 24,4 (75,9)                                       | 20,4 (68,7)                                       |
| Просек, °C (°F)                                   | 21,0 (69,8)                                       | 21,3 (70,3)                                       | 19,5 (67,1)                                       | 16,4 (61,5)                                       | 13,7 (56,7)                                       | 11,4 (52,5)                                       | 10,7 (51,3)                                       | 11,8 (53,2)                                       | 13,5 (56,3)                                       | 15,4 (59,7)                                       | 17,6 (63,7)                                       | 19,3 (66,7)                                       | 16,0 (60,8)                                       |
| Минимум, °C (°F)                                  | 15,6 (60,1)                                       | 16,0 (60,8)                                       | 14,5 (58,1)                                       | 11,8 (53,2)                                       | 9,8 (49,6)                                        | 7,9 (46,2)                                        | 7,1 (44,8)                                        | 7,8 (46)                                          | 9,2 (48,6)                                        | 10,6 (51,1)                                       | 12,6 (54,7)                                       | 14,1 (57,4)                                       | 11,4 (52,5)                                       |
| Средњи минимум, °C (°F)                           | 9,5 (49,1)                                        | 9,6 (49,3)                                        | 7,7 (45,9)                                        | 5,3 (41,5)                                        | 3,2 (37,8)                                        | 1,5 (34,7)                                        | 0,9 (33,6)                                        | 1,5 (34,7)                                        | 2,8 (37)                                          | 4,2 (39,6)                                        | 6,3 (43,3)                                        | 8,3 (46,9)                                        | 0,2 (32,4)                                        |
| Апсолутни минимум, °C (°F)                        | 5,5 (41,9)                                        | 4,5 (40,1)                                        | 2,8 (37)                                          | 1,5 (34,7)                                        | −1,1 (30)                                         | −2,2 (28)                                         | −2,8 (27)                                         | −2,1 (28,2)                                       | −0,5 (31,1)                                       | 0,1 (32,2)                                        | 2,5 (36,5)                                        | 4,4 (39,9)                                        | −2,8 (27)                                         |
| Количина кише, mm (in)                            | 45,1 (1,776)                                      | 39,9 (1,571)                                      | 40,7 (1,602)                                      | 50,2 (1,976)                                      | 46,5 (1,831)                                      | 46,5 (1,831)                                      | 44,7 (1,76)                                       | 50,5 (1,988)                                      | 52,9 (2,083)                                      | 58,5 (2,303)                                      | 63,1 (2,484)                                      | 64,1 (2,524)                                      | 602,6 (23,724)                                    |
| Дани са кишом (≥ 0.2mm)                           | 8,7                                               | 6,6                                               | 9,3                                               | 10,5                                              | 12,2                                              | 13,5                                              | 14,4                                              | 15,3                                              | 14,0                                              | 13,3                                              | 11,3                                              | 10,0                                              | 139,1                                             |
| Поподневна релативна влажност, %                  | 47                                                | 47                                                | 49                                                | 51                                                | 58                                                | 62                                                | 60                                                | 54                                                | 51                                                | 48                                                | 48                                                | 47                                                | 51,8                                              |
| Сунчани сати — месечни просек                     | 266,6                                             | 228,8                                             | 223,2                                             | 186,0                                             | 142,6                                             | 120,0                                             | 136,4                                             | 164,3                                             | 183,0                                             | 223,2                                             | 225,0                                             | 263,5                                             | 2.362,6                                           |
| Извор: Bureau of Meteorology.                     |                                                   |                                                   |                                                   |                                                   |                                                   |                                                   |                                                   |                                                   |                                                   |                                                   |                                                   |                                                   |                                                   |

## Историја
Земљорадници, сточари и рудари злата били су међу нараштајима који су оснивали Мелбурн, други по величини град у Аустралији и вечни ривал Сиднеја. Судећи према њиховој историји, та два обална града могли бисмо назвати сестринскима, при чему је Мелбурн млађи, иако изгледа старији. Деценијама ти су се градови борили за част да постану главни град Аустралије, све док 1913. ниједан од њих, већ Канбера, није била проглашена седиштем владе.
Петнаест година након доласка првих досељеника у Сиднеј, 1802, енглески земљовласници населили су се 700 km јужније у Филипс залив, на месту данашњег Мелбурна. Но обрађивање земље није ишло онако добро као што су очекивали, тако да су многи земљорадници отишли да траже срећу у унутрашњости континента. Тек су 1835. сточари одабрали плодну долину око Мелбурна као свој дом и убрзо је за њима дошло мноштво нових досељеника. Око 1850. започела је права трка јаких и истрајних кад је у овом подручју откривено злато. То је био почетак незаустављивог успона града Мелбурна.
Некадашњи град копача злата данас има преко три и по милиона становника, а његове старије четврти подсећају на викторијански и едвардијански стил градње у Лондону у 19. и на почетку 20. века, иако се све више и више истичу нови високи облакодери.
У настојању да се створи традиција у месту које није имало традиције, године 1840. Мелбурн је увезао резиденцију гувернера државе Викторија директно из Енглеске и овде поново саградио његову кућу из делова, камен по камен. Кућа позната под називом „La Trobes Cottage“ данас је отворена за посетиоце. Године 1934, из британске грофовије Јоркшир преко мора је до Мелбурна превезена родитељска кућа славног поморца Џејмса Кука, која данас украшава парк Фицрој.

## Становништво
Према попису, у граду је 2023. живело 5.207.145 становника.
| 1991.     | 1996.     | 2001.     | 2006.     | 2023.     |
| --------- | --------- | --------- | --------- | --------- |
| 2.761.995 | 2.865.329 | 3.160.171 | 3.371.888 | 5.207.145 |

## Саобраћај

### Путеви
Као и многи аустралијски градови, Мелбурн има велику зависност од аутомобила за превоз, посебно у спољним предграђима где се купује највећи број аутомобила, са укупно 3,6 милиона приватних возила која користе 22.320 km (13.870 mi) путева, и једном од највећих дужина путне мреже по глави становника у свету. Почетком 20. века дошло је до повећања популарности аутомобила, што је резултирало великом експанзијом предграђа и развојем урбаног ширења — као и у свим аустралијским градовима, становници би живели у предграђима и путовали у град ради посла. Средином 1950-их, било је нешто мање од 200 путничких возила на 1000 људи, а до 2013. тај број је порастао на 600 путничких возила на 1000 људи.
Путна мрежа у Викторији је под управом Викроудса, као део Одељења за саобраћај, који надгледају планирање и интеграцију. Одржавање путева спроводе различита тела, у зависности од пута. Локалне путеве одржавају локалне власти, док су секундарни и главни путеви у надлежности Викроудса. Велики национални ауто-путеви и путеви од кључног значаја за националну трговину су под надзором Савезне владе.
Данас Мелбурн има широку мрежу ауто-путева и главних саобраћајница. Њима се служе приватна возила, укључујући теретна возила, као и путнички саобраћај заснован на путевима попут аутобуса и таксија. Главни ауто-путеви који воде у град укључују Источни ауто-пут, Монаш ауто-пут и Вест Гејт ауто-пут (који прелази велики Вест Гејт мост). Остали ауто-путеви укључују Калдер ауто-пут, Туламарин ауто-пут, који је главна веза са аеродромом, и Хјум ауто-пут, који повезује Мелбурн са Канбером и Сиднејем. Средња предграђа Мелбурна су повезана кружним ауто-путем, M80 Ринг Роад, који ће бити завршен када се отвори Североисточна веза.
Од двадесет проглашених ауто-путева у Мелбурну који су отворени или у изградњи, шест су електронски путарински путеви. То укључује M1 и M2 СитиЛинк (који укључује велики Болте мост), Истлинк, Североисточну везу и Вест Гејт тунел. Осим Истлинка, који је у власништву и под управом ConnectEast, путаринске путеве у Мелбурну води Transurban. У Мелбурну, путарински путеви имају плаве и жуте знакове у поређењу са зеленим знаковима који се користе за бесплатне путеве.

### Јавни превоз
Мелбурн има интегрисани систем јавног превоза који се заснива на широкој мрежи возова, трамваја, аутобуса и таксија. Станица Флиндерс стрит била је најпрометнија путничка станица на свету 1927. године, а мелбурнска трамвајска мрежа је 1940-их преузела примат од Сиднеја и постала највећа на свету. Од 1940-их, коришћење јавног превоза у Мелбурну је опадало због брзог ширења путне и ауто-путне мреже, при чему су највећи падови забележени у коришћењу трамваја и аутобуса. Овај пад се убрзао почетком 1990-их због великих резова у услугама јавног превоза. Операције јавног превоза у Мелбурну су приватизоване 1999. године кроз модел франшизе, при чему су оперативне одговорности за железничке, трамвајске и аутобуске мреже лиценциране приватним компанијама. Након 1996. године, дошло је до наглог пораста броја путника у јавном превозу због раста запослености у централном Мелбурну, са уделом укупног броја путовања који је порастао на 14,8% код радника и 8,4% од свих путовања. Влада државе Викторија поставила је 2006. године циљ да јавни превоз достигне 20% удела у превозу до 2020. Од 2006. године, број путника у јавном превозу је порастао за више од 20% и започето је неколико пројеката ради повећања употребе јавног превоза.

#### Воз
Мелбурнска градска железничка мрежа води порекло из 1850-их година златне грознице, и данас се састоји од 222 приградске станице на шеснаест линија које се шире од Градске петље, већином подземног железничког система око ЦБД. Станица Флиндерс стрит, једно од најпрометнијих железничких чворишта Аустралије, опслужује целу мрежу, и остаје истакнуто мелбурнско обележје и место окупљања. Град има железничке везе са регионалним викторијанским градовима којима управља V/Line, као и директне међудржавне железничке услуге које полазе из другог главног железничког терминала Мелбурна, станице Саутерн Крос, у Докландсу. The Overland за Аделаиду полази два пута недељно, док ХПТ за Сиднеј полази два пута дневно. У 2017–2018. финансијској години, мелбурнска градска железничка мрежа забележила је 240,9 милиона путничких путовања, највећу посећеност у својој историји. Многе железничке линије, заједно са наменским линијама и железничким депонијама, такође се користе за терет.
Више нових железница је у изградњи у Мелбурну. Нови тешки железнички коридор кроз унутрашњост града, Метро тунел, требало би да буде отворен до 2025. године, и смањиће загушење на Градској петљи. Текући Пројекат уклањања железничких прелаза у нивоу врши денивелацију великог дела мреже и обнову многих старијих станица. У јуну 2022. године, почели су рани радови на Приградској железничкој петљи, 90-километарској подземној аутоматизованој орбиталној линији кроз средња предграђа Мелбурна на око 12—18 km (7,5—11,2 mi) од ЦБД. Железничка веза са аеродромом је започела са раним радовима у Кејлор Исту.

#### Трамвај
Мелбурнска трамвајска мрежа датира из периода економског бума 1880-их, а до 2021. године укључивала је 250 km (155,3 mi) двоструког колосека, 475 трамваја, 25 линија и 1.763 трамвајске станице, чинећи је највећом на свету. У периоду 2017–2018. године, забележено је 206,3 милиона путничких путовања трамвајем.
Око 75% трамвајске мреже у Мелбурну дели саобраћајни простор са другим возилима, док је остатак мреже одвојен или функционише као лаки шински систем. Трамваји у Мелбурну препознати су као културни симболи града и туристичка атракција. Историјски трамваји раде на бесплатној линији Градског круга око централног пословног дистрикта. Трамваји су бесплатни у централној зони Бесплатне трамвајске зоне и раде 24 сата током викенда.

#### Аутобус
Аутобуска мрежа у Мелбурну обухвата више од 400 линија које углавном опслужују спољна предграђа и попуњавају празнине у мрежи између железничких и трамвајских услуга. У 2013–2014. години, забележено је 127,6 милиона путничких путовања аутобусом, што је повећање од 10,2% у односу на претходну годину.

#### Аеродроми
Мелбурн има четири аеродрома. Аеродром Мелбурн, у Туламарину, је главни међународни и домаћи терминал града и други најпрометнији у Аустралији, са прометом од преко 37 милиона путника у 2018–19. Аеродром, који се састоји од четири терминала, је матична база за путничку авиокомпанију Џетстар ервејз и карго авиокомпаније Острејлијан ерекспрес и Тим глобал експрес, и важно је чвориште за Квантас и Верџин Острејлија. Аеродром Авалон, смештен између Мелбурна и Џилонга, је секундарно чвориште Јетстара. Такође се користи као теретни и објекат за одржавање. Аутобуси и таксији су једини облици јавног превоза до и од главних аеродрома града. Железничка веза до Туламарина планирана је да се отвори 2030-их. Објекти хитне помоћи за ваздушни превоз доступни су за домаћи и међународни транспорт пацијената. Мелбурн такође има значајан аеродром опште авијације, Аеродром Мурабин у југоисточном делу града који такође обавља мали број путничких летова. Аеродром Есендон, који је некада био главни аеродром града, такође обавља путничке летове, опште ваздухопловство и неке карго летове.

#### Водени превоз
Бродски превоз је важна компонента транспортног система Мелбурна. Лука Мелбурн је највећа аустралијска лука за контејнере и општи терет, и такође најпрометнија. Лука је током 12-месечног периода 2007. године обрадила два милиона контејнера, што је чини једном од пет најважнијих лука на јужној хемисфери. Станични гат на заливу Порт Филип је главни путнички бродски терминал са крузерима који тамо пристају. Трајекти и водени таксији саобраћају од везова дуж реке Јаре све до узводно до Јужне Јаре и преко залива Порт Филип.

## Утицаји различитих народа
И друге су културе оставиле свој траг у Мелбурну. Дошљаци из Кине обогатили су град живописном Кинеском четврти и храмом „Кућа Си Јуп Џос“ саграђеним 1856. године. Мала Италија четврт је с много пицерија, посластичарница и ресторана са специјалитетима од тестенине, која нуди средоземни начин живота у Аустралији. У подручју Ричмонд живи тако велика грчка заједница да је сматрају трећим грчким градом по величини, одмах после Атине и Солуна. Ту је и Мали Сајгон у улици Ричмонд у којем преовлађују вијетнамске продавнице, ресторани и барови.
Такви снажни утицаји различитих народа Мелбурну дају његову живост и допадљивост. Средиште града пешачка је зона с многим аркадама испод којих су продавнице, а ту су и велики тргови, бројна подручја прекривена зеленилом – прави пример напредне урбане културе.

## Култура и забава
На тргу Сити Сквер освежавајуће фонтане прскају воду, акробате и мимичари изводе своје тачке, а шаролико мноштво различитих националности ужива у хотелима и на терасама ресторана. Бесплатна забава посебно привлачи младе, једнако као и концерти рок музике, игране и позоришне представе које се одвијају на отвореном без наплаћивања улазница.
Шарму овога града доприносе и трамваји. Постоје и лепа модерна кола, али и она стара расклимана с тврдим дрвеним седиштима и сталном промајом. Најчешће су обојени у зелено. Приликом посете Мелбурну, поп – звезда Елтон Џон толико се заљубио у стотину година стар трамвај да га је одмах купио, превезао у Сан Франциско и поставио у двориште своје куће.
Радови аустралијских сликара, укључујући и абориџинске и припаднике групе Хајделбершке школе, изложени су у галерији Викторијски Уметнички Павиљон. Међу музејским благом налазе се и стари авиони, препарирани тркачки коњ Фар Лап и једрењак Поли Вудсајд изграђен у Белфасту у Ирској 1885.
Сваке године у Мелбурну се одржава популарни фестивал Мумба током ког се организују улични фестивали, такмичења и позоришне представе. Реч „Мумба“ долази из абориџинског језика а значи: „Дођите и забавите се!“. Но, домороци су дословце нестали с улица овог града. Болест и алкохол које су донели белци десетковали су популацију Абориџина. Они су у Аустралију дошли још пре 40.000 година на сплавовима или, преко данас потопљене превлаке, и били су први владари овога континента.

## Образовање
Од двадесет најбољих средњих школа Аустралије пет се налази у Мелбурну. Такође се примећује брз пораст броја страних студената, који се школују у граду: Мелбурн је признат као 4. најбољи град на свету за студирање у иностранству у рангирању најбољих студентских градова 2024. године по верзији QS, и признат је као четврти најбољи универзитетски град на свету 2008. године након Лондона, Бостона и Токија у истраживању које је спроведено по налогу Краљевског технолошког института Мелбурна. У Мелбурну послује осам државних универзитета: Мелбурнски универзитет, Универзитет Монаш, Технолошки универзитет Суинберна, Универзитет Дикина, Краљевски технолошки институт Мелбурна (Универзитет RMIT), Универзитет Ла Троб, Аустралијски католички универзитет (ACU) и Универзитет Викторије (VU). Универзитети у Мелбурну имају кампове широм Аустралије, а неки и у иностранству. Универзитети Суинберна и Монаш имају кампове у Малезији, а RMIT у Вијетнаму, док Универзитет Монаш такође има истраживачке центре у Прату, Италији, и заједничку истраживачку академију са Индијским технолошким институцијама у Мумбају, Индија.
Мелбурнски универзитет, други најстарији универзитет у Аустралији, је универзитет са највишим рангом у Аустралији у три главна светска ранга – QS (13. место), THES (34. место) и Академског ранга универзитета света (32. место), док Универзитет Монаш такође улази у топ-50 – QS (37. место) и THES (44. место). Обојица су чланови Групе осам, коалиције водећих аустралијских високих образовних установа које нуде свеобухватно и водеће образовање.
Од 2024. године Универзитет RMIT заузима 18. место у свету како у области уметности, дизајна, тако и архитектуре.

## Партнерски градови
- Бостон
- Милано
- Санкт Петербург (суспендовано)
- Солун
- Осака
- Тјенцин[51]

## Галерија
- Панорама Мелбурна
- Докови